# Oliarus ryukyucola
Oliarus ryukyucola är en insektsart som beskrevs av Van Stalle 1991. Oliarus ryukyucola ingår i släktet Oliarus och familjen kilstritar. Inga underarter finns listade i Catalogue of Life.